# Oxira transiens
Oxira transiens là một loài bướm đêm trong họ Noctuidae.